# Patrick Ekeng
Patrick Claude Ekeng Ekeng, más conocido como Patrick Ekeng, (Yaundé, Camerún, 26 de marzo de 1990-Bucarest, 6 de mayo de 2016) fue un futbolista profesional camerunés. Su posición era de medio de contención (medio defensivo).

## Carrera en el club
Nacido en Yaundé, Ekeng se unió a la instalación juvenil de Canon Yaoundé en 2006, con 16 años de edad, e hizo sus mayores debuts con el equipo principal del club en 2008. El 4 de julio de 2009 firmó un contrato de tres años con el Le Mans, y fue inicialmente asignado al equipo de reserva en CFA. 
Ekeng jugó su primer partido como profesional el 20 de agosto de 2010, al entrar como sustituto en el segundo tiempo en una derrota en casa 0-2 contra el Châteauroux para el campeonato de la Ligue 2. Sin embargo, él continuó apareciendo regularmente con el lado B.
El 14 de enero de 2011 Ekeng se unió al Rodez en el Championnat National en calidad de préstamo hasta junio. Él apareció regularmente ya que su equipo fue finalmente descendido.
Ekeng regresó a Le Mans en junio, y apareció regularmente en las siguientes dos campañas, descendido de la Segunda División. Dejó el club el 8 de julio de 2013, y firmó un contrato de dos años con el Lausanne-Sport en el mismo día.
El 14 de julio de 2014, Ekeng firmó un contrato de dos años con el recién ascendido Córdoba de la Primera División de España.

## Muerte
El 6 de mayo de 2016 durante un partido que enfrentaba a su equipo, el Dinamo de Bucarest contra el FC Viitorul Constanta, se desplomó en el centro del campo a los siete minutos de saltar al mismo ante el asombro del resto de jugadores y espectadores. El futbolista camerunés no recibió asistencia en los tres minutos posteriores a su ataque cardíaco en el césped. Fue introducido en una ambulancia que no disponía de medios de reanimación. Menos de dos horas después, los responsables del hospital al que fue trasladado, anunciaron su muerte provocada por un paro cardíaco posiblemente debido a una arritmia. Tenía 26 años de edad.

## Carrera internacional
Ekeng apareció con Camerún sub-20 en el Campeonato Africano Juvenil 2009, ya que su equipo terminó en segundo lugar después de perder ante Ghana por 2-0. También jugó en la Copa Mundial Sub-20 de la FIFA de ese año, ya que Les Lions no se clasificó de la fase de grupos.

## Clubes

### Carrera juvenil
| Club          | País    | Periodo   |
| ------------- | ------- | --------- |
| Canon Yaoundé | Camerún | 2006-2008 |

### Carrera profesional
| Club               | País    | Periodo   | Partidos (goles) |
| ------------------ | ------- | --------- | ---------------- |
| Canon Yaoundé      | Camerún | 2008-2009 | 29 (7)           |
| Le Mans            | Francia | 2009-2013 | 35 (1)           |
| Rodez→(préstamo)   | Francia | 2011      | 13 (5)           |
| Lausanne-Sport     | Suiza   | 2013-2014 | 28 (2)           |
| Córdoba            | España  | 2014-2015 | 14 (1)           |
| Dinamo de Bucarest | Rumania | 2016      | 7 (1)            |

## Selección nacional
| Selección      | País    | Periodo   | Partidos (goles) |
| -------------- | ------- | --------- | ---------------- |
| Camerún sub-20 | Camerún | 2009-2010 | 8 (1)            |

### Participaciones en Copas del Mundo
| Mundial                               | Sede   | Resultado      | Partidos | Goles |
| ------------------------------------- | ------ | -------------- | -------- | ----- |
| Copa Mundial de Fútbol Sub-20 de 2009 | Egipto | Fase de grupos | 3        | 1     |

### Resultados en otras competiciones internacionales
| Competición                         | Equipo         | Resultado  | Partidos | Goles |
| ----------------------------------- | -------------- | ---------- | -------- | ----- |
| Campeonato Juvenil Africano de 2009 | Camerún sub-20 | Subcampeón | 5        | 2     |